# قليلات الأشواك
قليلات الأشواك صنف ينتمي إلى طائفة السرجيات وتعتبر من أكثر الديدان رقيا وتطورا حيث ظهر بأجسامها ولأول مرة تجويف حقيقي متصل ومبطن ببطانة ميزوديرمية وهو السليوم الحقيقي لذا تعرف الديدان الحلقية وما يليها من الكائنات وحتى الإنسان بالكائنات السيلومية، ومن الديدان الحلقية النيرس والعلق الطبي ودودة الأرض,الدودة الحمراء.
تعيش أفرادها في التربة الرطبة أو المياه العذبة. لها أهمية في تهوية التربة الزراعية عندما تحفر أنفاقا في الأرض فتجعلها مناسبة للزراعة .

## خصائصها
- أجسامها مكونة من عقل أو حلقات .
- يغطي أجسامها طبقة رقيقة رطبة من الجلد ( غير كيتيني )
- تمتلك جهازا هضميا كاملا .
- تمتلك جهازا دوريا مغلقا .
- تمتلك جهازا إخراجيا يعرف بالنفريديا.
- تمتلك جهازا عصبيا .

تختلف الديدان الحلقية في الطول فبعضها أقل من 1 ملم وبعضها يصل طوله إلى نحو 2 متر تقريبا، وتعيش أغلبها حرة في المياه العذبة أو المالحة أو التربة.

## فروعها
تصنف شعبة الديدان الحلقية إلى ثلاث طوائف هي:
- ديدان حلقية عديدة الأشواك
- طائفه ديدان حلقية قليلة الاشواك
- الهيرودينا (ديدان العلق)